# Белый Бор (Ленинградская область)
Белый Бор — деревня в Большедворском сельском поселении Бокситогорского района Ленинградской области.

## История
БЕЛЫЙ БОР — деревня Белоборского общества, прихода Явосемского погоста.

Крестьянских дворов — 14. Строений — 42, в том числе жилых — 18.

Число жителей по семейным спискам 1879 г.: 38 м. п., 29 ж. п.; по приходским сведениям 1879 г.: 38 м. п., 32 ж. п.

В конце XIX века — начале XX века деревня административно относилась к Большедворской волости 3-го земского участка 3-го стана Тихвинского уезда Новгородской губернии.
В начале XX века близ деревни находился жальник.

БЕЛЫЙ БОР — деревня Турлинского общества, дворов — 14, жилых домов — 20, число жителей: 51 м. п., 51 ж. п.
 
Занятия жителей — стража, лесные заработки, пасека. Колодец. Часовня. (1910 год)

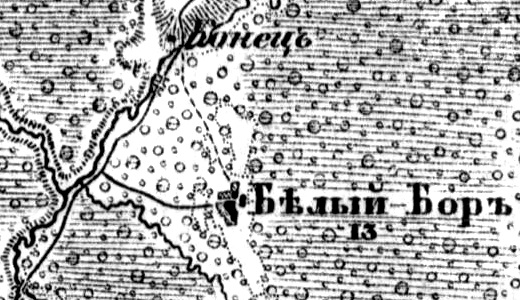
Деревня Белый Бор на карте 1913 года

Согласно карте Новгородской губернии 1913 года, деревня Белый Бор насчитывала 13 крестьянских дворов.
С 1917 по 1918 год деревня входила в состав Большедворской волости Тихвинского уезда Новгородской губернии.
С 1918 года, в составе Череповецкой губернии.
С 1924 года, в составе Пригородной волости.
С 1927 года, в составе Борковского сельсовета Тихвинского района.
В 1928 году население деревни составляло 100 человек.
По данным 1933 года деревня Белый Бор входила в состав Турлинского сельсовета Тихвинского района.
С 1952 года, в составе Бокситогорского района.
С 1954 года, в составе Большедворского сельсовета.
С 1963 года, вновь составе Тихвинского района.
С 1965 года вновь в составе Бокситогорского района. В 1965 году население деревни составляло 64 человекf.
По данным 1966, 1973 и 1990 годов деревня Белый Бор также входила в состав Большедворского сельсовета Бокситогорского района.
В 1997 году в деревне Белый Бор Большедворской волости проживали 9 человек, в 2002 году — 13 человек (все русские).
В 2007 году в деревне Белый Бор Большедворского СП проживали 5 человек, в 2010 году — 1.

## География
Деревня расположена в северо-западной части района на автодороге Хитиничи — Турлинский Лесопункт, к северу от автодороги А114 (Новая Ладога — Вологда).
Расстояние до административного центра поселения — 24 км.
Расстояние до ближайшей железнодорожной станции Большой Двор — 20 км.
Деревня находится на левом берегу реки Рыбежка.

## Демография
| 1997 | 2002 | 2007 | 2010 | 2017 |
| ---- | ---- | ---- | ---- | ---- |
| 9    | ↗13  | ↘5   | ↘1   | ↗9   |